# 진구가이엔 불꽃놀이 대회

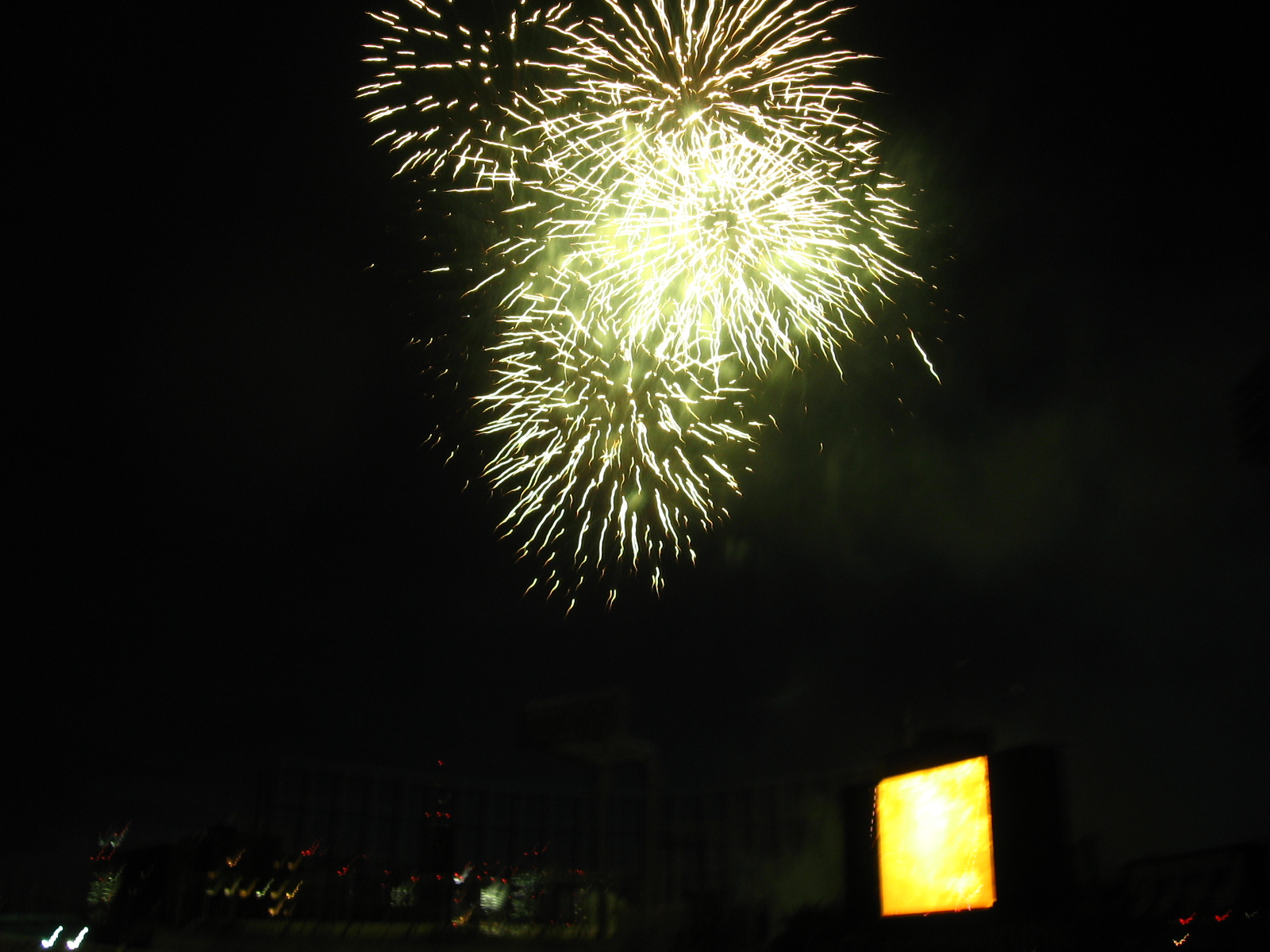
진구가이엔 불꽃놀이(사진은 2008년, 진구 구장)

진구가이엔 불꽃놀이 대회(神宮外苑花火大会)는 매년 8월에 도쿄·메이지 신궁 외원에서 개최되는 일본의 불꽃놀이 대회이다. 닛칸스포츠에서 주최하고 있다. 약칭은 진구 불꽃(神宮花火), 진구 불꽃놀이(神宮花火大会).

## 연혁
제1회는 1980년 8월 1일에 메이지 신궁 진좌 60년 기념으로 진구 구장에서 개최되고 있다. 야구장 백 스크린 옆에서 발사되는 3000발의 불꽃놀이로, 110m의 나이아가라 불꽃놀이에, 당일 많은 청중들이 도취된다. 이후 매년 항례가 되어 진구 구장을 비롯해 국립 가스미가오카 경기장, 지치부노미야 럭비장, 메이지진구가이엔 연식 구장의 4회장에서 개최되고 있다. 스미다가와 불꽃놀이와 함께 도쿄의 대표적인 불꽃놀이 중 하나이기도 하다.
발사 불꽃놀이는, 1981년의 제2회부터(개최 중지의 해를 사이에 두고) 약 38년간 진구 제2구장으로부터 발사해 왔다. 또 장치 불꽃놀이는 진구 구장에서 피로된다(레프트 외야석의 일부를 이용. 다른 회장에서도 스크린으로 상영). 총 발사수는 예년 약 10,000발이지만, 고비의 해(『○회 기념』『닛칸스포츠 창간○주년』 등)의 기념 대회의 경우는 10,000발 이상이 되기도 한다. 2009년 이후는 최다가 되는 12,000발이 발사되고 있다. 덧붙여 2019년의 제40회에서는 연식 구장으로부터의 발사가 되어, 이것과 바뀌는 형태로 제2구장이 회장에 참가해, 이에 따른 형태로 불꽃이 보이는 위치가 대폭 변경되었다.
매년 4회장 연 15만명 전후가 오는 인기의 불꽃놀이이지만, 신궁외원 주변의 불꽃놀이 구경 가능 지역을 포함하면 100만명 전후에 이른다.
불꽃놀이로서는 드물게 도심부에서 행해지기 때문에, 신궁외원 주변에서 1km 이내에 있는 주택이나 아파트, 빌딩 등에서도 관람하는 것이 가능하다.
본 대회에서 발사하는 불꽃놀이에는 각각 협찬 스폰서가 붙는다. 덧붙여 주최인 닛칸스포츠가 협찬하는 불꽃놀이는 마지막으로 발사된다.
정식 명칭은 〈닛칸스포츠 주최 (기원) 신궁 외원 불꽃놀이〉이지만, 고비의 해(〈○회 기념〉 〈메이지 신궁 창건 ○주년〉 〈닛칸스포츠 창간 ○주년〉 등)에는 타이틀의 일부가 변경되어  한다.
동일본 대지진이 있었던 2011년(제32회) 이후는 재해지 부흥 지원의 자선 대회가 되어 「동일본 대지진 재건 자선」을 타이틀에 추가, 대회 캐치 카피도 〈일본을 건강하게 하는 불꽃놀이〉가 되어  , 이후 매년 사용하고 있다. 게다가 2016년(제37회)는 구마모토 지진이 발생했기 때문에, 동년보다 추가 타이틀이 〈동일본 대지진·구마모토 지진 부흥 자선〉으로 개정되었다. 덧붙여 입장료 수익의 일부는 동일본 대지진 및 구마모토 지진의 재해지에 의연금으로서 기증된다.
2021년 도쿄 올림픽·패럴림픽의 개최(2020년 개최 예정을 1년 연기)를 앞두고, 2014년부터 국립 경기장이 개축 공사에 들어갔기 때문에(2019년에 완성), 2015년부터 진구, 지치부, 연식 구장의  3회장을 중심으로 개최해 왔지만, 2019년만 상술한 발사 장소 변경에 따라 연식 구장과 바꿔 제2구장이 정식 회장이 되었다.
첫 개최로부터 40주년의 고비인 2020년은 원래 도쿄 올림픽·패럴림픽 대회가 예정되어 있던 관계로, 당초보다 8월은 개최하지 않게 되어 있었기 때문에, 그 후의 개최의 목표가 서서 다시 고지하는 것을 공식 사이트에서 발표하고 있었다가, 신형 코로나 바이러스의 감염 확대의 영향에 의해, 일본 프로 야구의 경기 일정이 변경된 일 등도 관계해, 2020년은 최종적으로 개최가 취소되었다. 또, 도쿄 올림픽·패럴림픽 대회가 개최된 2021년에도 마찬가지로 개최는 없어져, 이에 따라 2년 연속으로 개최되지 않게 되었다.

## 특징
불꽃놀이 이외의 어트랙션으로서, 각 회장 모두 불꽃놀이 발사 전에 유명 게스트가 출연해 라이브 퍼포먼스를 실시한다. 출연자는 J-POP을 비롯해 아이돌, 가요곡, 엔카, 라틴계, K-POP 등 폭넓은 장르의 아티스트가 출연하고 있다. 음악 라이브 외에 자선 세레모니 등이 개최되는 것 외에 각 협찬사의 광고(CM)에 출연하는 연예인이 특별 출연하기도 한다.
초대의 종합 사회는 프리 아나운서의 미야타 테루(전 NHK 아나운서)가 맡았고, 그 후 만담가의 미유테이 라쿠타로(현·6대째 미유테이 엔라쿠)나, 프리 아나운서의 시오노 하루오(전 NTV 아나운서), 코미디언의 마츠무라 쿠니요시 등이 맡았다. 2014년(제35회)부터는 프리 아나운서의 츠지 요시나리(전 TV 아사히 아나운서, 2015년은 제외)가 맡고 있다. 또, 닛칸스포츠와 같은 아사히 신문 계열의 TV 아사히도 후원에 관련된 관점에서, 동국의 아나운서도 사회를 맡고 있다. 2016년(제37회)은 마찬가지로 후원에 관련된 분카 방송 여성 아나운서 유닛 ‘JOQgiRl’가 맡았다.
진구 구장에서는 모든 불꽃 발사 종료 후에 스페셜 스테이지가 행해져, 다른 각 회장에서도 모니터로 상영된다. 또한, 연식 구장에서는 독자적으로 애프터 라이브가 실시된다.
또, 국립 경기장의 개축 공사에 따라, 대신, 2014년(제35회)의 개최 전날(8월 15일)에는 진구 구장에서 전야제가 행해졌다. 전야제에는 MAX, 미즈타니 치에코 등이 출연한 것 외에, 장치 불꽃 등도 피로되었다. 게다가 2015년(제36회)부터, 지치부노미야 럭비장에서는 독자적인 어트랙션을 그만두고, 진구 구장의 모양을 동시 중계하고 있다.(그 전에 2011년(제32회)는 동일본 대지진의 영향으로부터 연식 구장에서는 어트랙션을 중지해, 진구 구장의 동시 중계를 실시했다)

## 개최 시기 등
기본적으로는 8월 중순에 진행되지만, 진구 구장에서 열리는 일본 프로 야구·도쿄 야쿠르트 스왈로즈의 주최 시합과의 관계상, 연도에 따라서는 개최가 8월 초순 또는 하순이 되기도 한다.
개최일은 5월 하순에 닛칸스포츠 지면이나 홈페이지 등으로 발표. 예매 티켓은 플레이 가이드에서 6월 중순 혹은 하순부터 발매된다. 티켓 발매에 대해 피아가 공동 개최하고 있는 관계로부터, 현재는 티켓 피아에 의한 독점 발매가 되고 있다. 개최 당일의 날씨에 대해서 비가 오는 경우는 예정대로 개최된다. 다만, 태풍 등을 수반하는 황천(荒天)의 경우는 다음날에 순연이 되고, 다음날도 황천의 경우는 그 해는 중지된다. 또한 개최 여부에 대해서는 당일 정오에 공식 사이트 등에서 고지된다. 우천시, 회장 내에서의 우산의 사용은 원칙적으로 불가능하기 때문에, 우비의 지참이 필수가 된다.

## 주최·후원·협력
2018년 기준
- 주최：닛칸스포츠 신문사
- 공동 개최: 피아, 타워 레코드, 포니 캐년
- 후원 : 국토교통성 관동운수국, 도쿄도, 신주쿠구, 시부야구, 아사히 신문사, 문화방송, J-WAVE, NTV

- 협력：스즈노야 ※사회자 등이 착용하는 유카타는 스즈노야의 협력에 의한다.
- 티켓 판매 : 피아

과거
- 공동개최 : 일반사단법인 LIGHT UP NIPPON[3]
- 후원 : TV 아사히(2016년까지), TOKYO FM, TBS 라디오(2017년)
- 협력 : 리소나 카드, 외

## 자선 기증 대상
본 불꽃놀이에 있어서의 기부금은 도쿄도의 은행, 신주쿠구, 시부야구를 통해서 사회 복지 시설에 기증된다.

## 회장

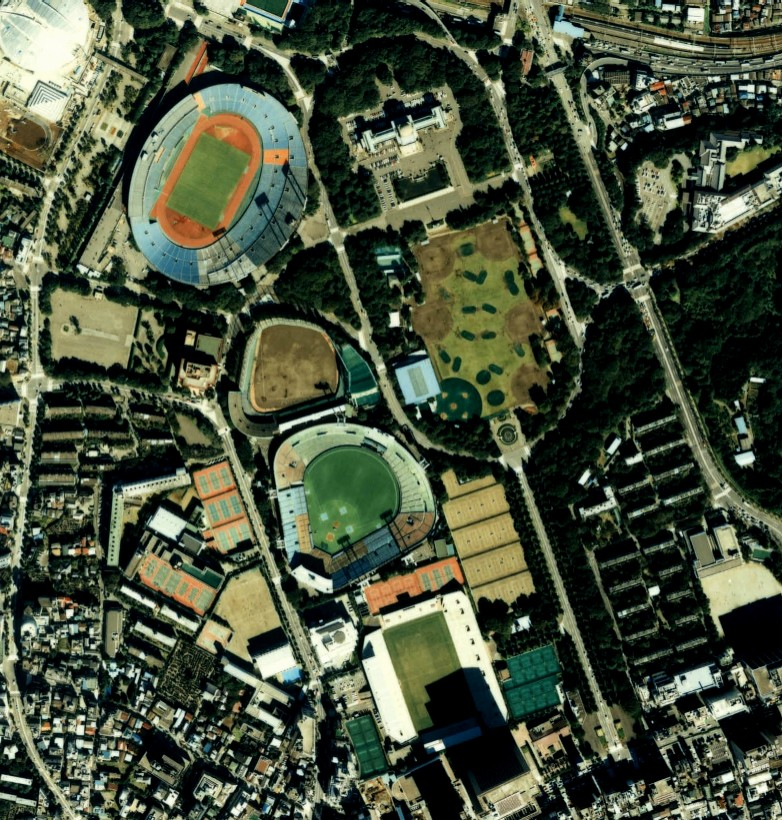
불꽃놀이가 개최되는 신궁외원과 그 주변 시설

- 메이지 진구 야구장(정원 31,000명) - 본 대회의 메인 회장. 장치 불꽃놀이도 이 회장에서 행해진다.
- 지치부노미야 럭비장(정원 15,000명)
- 진구 제2구장(정원 5,000명 전후) - 2019년부터(전년까지는 불꽃 발사 장소)
- 도쿄 체육관 부지 내
- 쇼토구 기념 회화관 앞 ‘도이츠가든’ - 2012년부터

과거의 장소
- 구·국립 카스미가오카 육상 경기장 - 2013년까지. 도쿄 올림픽에 따른 재건축 공사를 위해 종료했다.
- 메이지진구가이엔 연식 구장(정원 25,000명) - 2018년까지(→불꽃 발사 장소로 변경)

### 가장 가까운 역
- 동일본여객철도(JR 동일본) 주오 본선
  - 시나노마치역, 센다가야역, 요요기역
- 도쿄 메트로 긴자선
  - 가이엔마에역, 아오야마잇초메역, 오모테산도역
- 도에이 지하철 오에도선 고쿠리쓰쿄기조역

### 교통 규제
당일은 오후부터 불꽃놀이 종료 1시간 후까지, 회장 주변 지역의 교통 규제를 실시하고 있어, 원칙적으로 차량은 통행금지가 된다.  또, 당일은 회장 주변의 가까운 역이 방문객의 왕복 때에 힘든 혼잡이 된다.
또한 쇼토구 기념 회화관 앞의 구도가 봉쇄되어 회화관 앞 지역에서의 관람이 불가능해진다.

## 스폰서 협찬
본 대회에서 발사하는 불꽃놀이와 장치 불꽃놀이 외에, 선물의 제공 등으로 스폰서가 붙는다. 다음은 주요 스폰서.
주요 스폰서
- 기린 맥주
- 야쿠르트 혼샤
- 메이지 기념관
- 닛신 식품
- 일본 총업
- 젠쇼(스키야 명의)
- 다이이치 코쇼
- 타카라 레벤
- NTT 푸라라(2017년부터 ‘오사카 채널’ 명의로 협찬)
- 캔 메이크업

그 외
과거 스폰서
- DHC(특별협찬, ~2008년)
- 아사히 카세이
- 닛폰 생명보험
- P&G(‘패브리즈’ 명의로 협찬)
- 닛폰 제지
- 토신 파트너스
- 도큐 백화점
- 아이디어
- KEIRIN
- 세인트 코퍼레이션
- 오릭스 생명보험
- 일본항공
- 전일본공수
- 도시바 라이텍
- 카카쿠콤
- BeeTV
- NIPPO
- 사이버드 그룹
- 스즈노야
- 리소나 카드
- 메디케어 생명
- 마이 네비게이션
- 인텔리전스
- 자동차 편의점 클럽
- 아이다 디자인
- 닛폰 암웨이
- [[TBS TV][(세계 육상 개최년만, 중계 프로그램의 명의로 협찬)
- 마카오정부관광청
- 코스모 석유 마케팅
- 일본 복권 협회(2017년에 ‘서머 점보 복권’ 명의로 협찬)
- 레인즈 인터내셔널 (규가쿠 명의)
- 캔 시스템
- uP!!!(KDDI·피아 공동 운영에 의한 엔터테인먼트 사이트)
- 글라이드 엔터프라이즈(LULULUN 명의)
- Donuts(MixChannel 명의)
- 아이거
- 도큐 부동산 홀딩스
- 칸에쓰 물산
- FANLINE
- EDWIN

그 외

## 각 미디어에서의 취급
미디어에서의 취급은 다양하지만 미디어에 따라 다르다.
주최의 닛칸스포츠는 물론, 후원의 아사히 신문, TV 아사히 등과 같은 아사히 계열 미디어가 주로 다루고 있지만, 진구 구장을 본거지로 하는 도쿄 야쿠르트 스왈로즈와의 관계나, 후원에 분카 방송과 NTV도 합류하고 있기 때문에, 양국이 들어가는 후지산케이 그룹(후지미디어홀딩스)의 산케이 신문(산케이스포츠)·후지TV에서도 크게 다루고 있다.

## 기타
메이지 진구 구장에서의 프로 야구 공식전에서 홈런이 많이 나오는 경기가 되면 팬들 사이에서 ‘진구 불꽃놀이’라고 불리는 경우가 있다. 덧붙여 진구에서의 도쿄 야쿠르트 스왈로즈 주최 시합으로, 7월 하순(올스타전 종료 후)~8월에 행해지는 나이트 게임을 〈진구 불꽃 밤〉으로서 개최, 5회 뒤 종료 후에 300발의 불꽃 발사를 실시하고 있다.

## 갤러리
- 진구 구장의 장치 불꽃놀이
- 진구구장 발사 불꽃놀이
- 진구 구장의 스탠드에서 발사되는 불꽃놀이
- 연식 구장에서 본 신궁 구장에서 불꽃놀이
- 연식 구장에서 본 발사 불꽃놀이
- 연식 구장에서 본 발사 불꽃놀이